# 레이타 캘로그리디스
리타 캘러그리디스(영어: Laeta Kalogridis, 1965년 8월 30일 ~ )는 미국의 영화 제작자이다.

## 작품 목록
- 클레오파트라 (2022)
- 알리타: 배틀 엔젤 (2018)
- 벽 속에 숨은 마법시계 (2018)
- 터미네이터 제니시스 (2015)
- 화이트 하우스 다운 (2013)
- 다이브 (2010)
- 셔터 아일랜드 (2010)
- 아바타 (2009)
- 바이오닉 우먼 (2007)
- 패스파인더 (2007)
- 알렉산더 (2004)
- 툼 레이더 (2001)